# Skreanäs
Skreanäs is een plaats (tätort) in de gemeente Falkenberg in het landschap Halland en de provincie Hallands län. De plaats heeft 243 inwoners (2010) en een oppervlakte van 19,12 hectare.